# Julio Iglesias Jr
Pour les articles homonymes, voir Iglesias.
Julio José Iglesias Jr, né Julio José Iglesias Preysler le 25 février 1973 à Madrid, est un chanteur espagnol.
Il est le fils de Julio Iglesias et d'Isabel Preysler et le frère d'Enrique Iglesias et de Chabeli Iglesias.

## Biographie
En 1979, les parents de Julio divorcent. Il part vivre à Miami avec ses frères et son père. Après des études en Californie, il travaille à New York en tant que mannequin pour l'agence Ford.
Il joue dans deux soap opera dont La Force du destin.
En 1999, il sort un premier album Under My Eyes chez Epic Records.
En 2003, sort son second album Tercera dimensión chez Warner Music Group.
En 2007, Julio participe à la cinquième saison de Danse avec les stars en Espagne.
En 2008, il remporte la première saison de l'émission de télé-réalité américaine Gone Country qui lui permet de sortir un single de musique country,. La même année, sort son 3e album Por la mitad sur lequel il interprète en espagnol des chansons de Juanes, Cyndi Lauper, Robbie Williams, Cock Robin, Umberto Tozzi, George Michael...
En 2009, il est juré dans l'émission télévisée Batalla de las Américas, une version de Pop Idol.
En 2011, Julio est candidat à l'émission de télé-réalité espagnole Tu cara me suena dans laquelle les candidats doivent interpréter des standards internationaux en imitant au mieux les originaux.
En 2012, il collabore avec le DJ Abel the Kid sur deux titres : A piece of my love et Smile.
En 2014, il intègre le groupe Latin Lovers aux côtés de Damien Sargue et Nuno Resende et sortent un album de reprises de musique latine.

## Vie privée
En 2012, il épouse le mannequin Charisse Verhaert.

## Discographie

### Singles
- 1999 : One More Chance
- 1999 : Under My Eyes
- 2003 : Los demás
- 2003 : Déjame volar
- 2008 : The Way I Want You
- 2012 : A Piece Of My Love avec Abel the kid
- 2012 : Smile avec Abel the kid
- Avec les Latin Lovers :
  - 2014 : Vous les femmes de Julio Iglesias
  - 2014 : La camisa negra de Juanes[9]

## Filmographie
- 2008 : The Music of You de Lloyd D'Souza, court-métrage
- 2010 : Hacienda Heights, série télévisée

## Récompense
- 2000 : Meilleur nouvel artiste aux FAMAS Awards